# دوغ برادلي
دوغ برادلي (بالإنجليزية: Doug Bradley)‏ هو ممثل بريطاني، ولد في 7 سبتمبر 1954 بليفربول في المملكة المتحدة.

## أعمال

### أفلام
- (1987) باعث الجحيم[4]
- (1989)  باعث الجحيم II
- (1992)  الجحيم على الأرض
- (1996)  بلودلاين
- (2000)  جحيم
- (2002)  هيلسيكر
- (2005)  ديدر
- (2005)  هيلورلد
- (2012)  سلالات

## وصلات خارجية
- دوغ برادلي على موقع IMDb (الإنجليزية)
- دوغ برادلي على موقع ألو سيني (الفرنسية)
- دوغ برادلي على موقع ميوزك برينز (الإنجليزية)
- دوغ برادلي على موقع أول موفي (الإنجليزية)
- دوغ برادلي على موقع قاعدة بيانات الأفلام السويدية (السويدية)
- دوغ برادلي على موقع إن إن دي بي (الإنجليزية)
- دوغ برادلي على موقع ديسكوغز (الإنجليزية)
- دوغ برادلي على موقع قاعدة بيانات الفيلم (الإنجليزية)
- دوغ برادلي على موقع كينوبويسك (الروسية)